# Poco correctos
Poco correctos fue un programa de televisión argentino emitido por eltrece y El Trece Internacional. Debutó el lunes 31 de julio del 2023 y se emite de lunes a viernes de 16:30 a 18:00 horas. Fue conducido inicialmente por El Pollo Álvarez y El Chino Leunis, con un equipo de panelistas que sigueron la idea del programa de ser poco correctos. Desde el lunes 11 de noviembre de 2024 y hasta su final el martes 31 de diciembre de 2024 fue conducido por Carmen Barbieri.

## Historia
A mediados del 2023 se confirma que El Pollo Álvarez dejaría la conducción de Nosotros a la mañana para pasar a presentar un programa en las tardes de eltrece junto a su amigo el Chino Leunis. Más tarde se confirmaría que sería un magazine de actualidad llamado Poco correctos, y que sería en compañía de los panelistas Maria Belén Ludueña, Ronnie Arias, Estefanía Berardi y Agostina Scalise. 
El debut del programa fue el lunes 31 de julio de 2023, con un piso de Los desconocidos de siempre conducido por Alex Caniggia de 2.5 puntos de rating y un pico de 5.3 puntos, obtuvo un promedio final de 4.3.
El 10 de octubre de 2024, Chino Leunis se despidió del programa para iniciar sus vacaciones y luego regresar a partir de noviembre con la conducción de una nueva temporada de El gran premio de la cocina en las tardes de eltrece. Días después, el 8 de noviembre de 2024, El Pollo Álvarez se despidió también de la conducción del programa. 
Desde el lunes 11 de noviembre de 2024, el programa cambia de horario, coincidiendo con el inicio de una nueva etapa con Carmen Barbieri en la conducción y con la incorporación al panel del periodista Ignacio Otero.
El 30 de diciembre de 2024, se despedió Carmen Barbieri en la emisión final de Poco correctos.

## Equipo

### Conductores
- El Pollo Álvarez y Chino Leunis (2023-2024)
- Carmen Barbieri (2024)

### Panelistas
- Maria Belén Ludueña (2023-2024)
- Estefanía Berardi (2023-2024)
- Agostina Scalise (2023-2024)
- Ronnie Arias (2023)
- Virginia Gallardo (2024)
- Ignacio Otero (2024)

### Cronistas
- Silvana Cataruozzolo (2023-2024)
- Juan "Juani" Ignacio Fernández (2024)